# 第59回国民体育大会
第59回国民体育大会（だい59かいこくみんたいいくたいかい）は、2004年（平成16年）1月28日から10月28日の間、埼玉県熊谷市、青森県八戸市、山形県最上町及び、その周辺で開催された。大会スローガンは「とどけ この夢 この歓声」。大会マスコットは県鳥シラコバトをモチーフにしたコバトン。現在はコバトンは埼玉県のマスコットになっている。

## ハイライト
1月28日に、八戸市で第59回国民体育大会冬季大会スケート・アイスホッケー競技会「活彩はやて国体」(テーマ・君を待つ　凍れる大地　輝いて)として開幕。2月21日からは、最上町でスキー競技会「山形もがみ国体」(テーマ・雪清く　人あたたかく　夢熱く)が開催。冬季大会終了時点で、北海道が1位。
9月10日、川口総合文化センター・リリアで第59回国民体育大会夏季大会「彩の国まごころ国体」が開幕。大会史上初、前日に開会式。夏季大会終了時点で、埼玉県が1位。
10月23日、熊谷スポーツ文化公園陸上競技場で秋季大会が開幕。37年前の埼玉国体の炬火台が上尾運動公園から同公園に移設して開催された。THE ALFEE（メンバーのうち桜井賢と高見沢俊彦が埼玉出身）が登場し、大会イメージソング「TRY」を熱唱。
大会は、アテネオリンピックの選手が出場するなど、話題を呼んだ。
また、11月13日から15日までの3日間、第4回全国障害者スポーツ大会「彩の国まごころ大会」が行われた。

## 冬季大会

### スケート競技会・アイスホッケー競技会
第59回国民体育大会冬季大会スケート競技会・アイスホッケー競技会は、1月28日から2月1日を会期として開催された。テーマは「活彩 はやて国体 10th」。スローガンは「君を待つ 凍(しば)れる大地 輝いて」。

#### 実施競技・会場一覧
| 競技名                 | 競技名                   | 競技名               | 会場地               | 会場                   |
| ---------------------- | ------------------------ | -------------------- | -------------------- | ---------------------- |
| スケート               | スピード（詳細）         |                      | 八戸市               | 長根公園スケートリンク |
| スケート               | ショートトラック（詳細） |                      | 三沢市               | 三沢アイスアリーナ     |
| スケート               | フィギュア（詳細）       |                      | 三沢市               | 三沢アイスアリーナ     |
| アイスホッケー（詳細） | アイスホッケー（詳細）   |                      | 八戸市               | 新井田インドアリンク   |
| アイスホッケー（詳細） | アイスホッケー（詳細）   | 南部山アイスアリーナ | 八戸市               |                        |
| アイスホッケー（詳細） | アイスホッケー（詳細）   | 南部町               | ふくちアイスアリーナ |                        |

### スキー競技会
第59回国民体育大会冬季大会スキー競技会は、2月21日から2月24日を会期として開催された。テーマは「山形もがみ国体」、スローガンは「雪清く 人あたたかく 夢熱く」。

#### 実施競技・会場一覧
| 競技名                         | 競技名                         | 競技名   | 会場地                     | 会場                         |
| ------------------------------ | ------------------------------ | -------- | -------------------------- | ---------------------------- |
| スキー                         | ジャイアントスラローム（詳細） |          | 最上町                     | 赤倉温泉スキー場             |
| スキー                         | スペシャルジャンプ（詳細）     |          | 山形市                     | 山形蔵王温泉スキー場         |
| スキー                         | コンバインド（詳細）           |          | 山形市                     | 山形蔵王温泉スキー場         |
| スキー                         | コンバインド（詳細）           | 真室川町 | 秋山クロスカントリーコース |                              |
| スキー                         | クロスカントリー（詳細）       |          | 真室川町                   | 秋山クロスカントリーコース   |
| 公開競技：バイアスロン（詳細） | 公開競技：バイアスロン（詳細） |          | 山形市                     | 西蔵王バイアスロン特設コース |

## 夏季大会

### 実施競技・会場一覧
- 開会式 - 川口市・川口総合文化センター（リリア）
- 閉会式 - 川口市・川口市青木町公園総合運動場プール
- 水泳 - 川口市
  - 競泳、シンクロ、飛込 - 川口市青木町公園総合運動場プール
  - 水球 - 川口市立川口総合高等学校プール
- サッカー - さいたま市、川越市、越谷市・埼玉スタジアム2002・第2グラウンド・第3グラウンド、川越運動公園陸上競技場、さいたま市駒場運動公園競技場、大宮公園サッカー場、大原競技場、しらこばと運動公園競技場・第2競技場
- ボート - 戸田市・戸田公園漕艇場
- カヌー - 幸手市、栗橋町、長瀞町・権現堂調節池（行幸湖）特設カヌー競技場（フラットウォーター）、荒川特設カヌー競技場（スラローム、ワイルドウォーター）
- ボウリング - 狭山市・新狭山グランドボウル
- ゴルフ - 川越市、狭山市・霞ヶ関カンツリー倶楽部、東京ゴルフ倶楽部

## 秋季大会

### 実施競技・会場一覧
正式競技
- 開閉会式 - 熊谷市・熊谷スポーツ文化公園陸上競技場
- 陸上競技 - 熊谷市・熊谷スポーツ文化公園陸上競技場
- テニス - 川口市、さいたま市・川口市青木町公園総合運動場庭球場、大宮第二公園テニスコート
- ホッケー - 飯能市・飯能市阿須ホッケー場、美杉台公園多目的グラウンド
- ボクシング - 大利根町・大利根町文化体育館
- バレーボール - 越谷市、行田市、所沢市、深谷市、川越市・越谷市立総合体育館、行田市総合体育館（行田グリーンアリーナ）、所沢市民体育館、深谷市総合体育館（深谷ビッグタートル）、深谷市民体育館、川越運動公園総合体育館
- 体操
  - 体操競技 - 熊谷市・熊谷スポーツ文化公園彩の国くまがやドーム
  - 新体操 - 幸手市・幸手市民文化体育館（アスカル幸手）
- バスケットボール - 本庄市、桶川市、東松山市、児玉町・本庄総合公園体育館（シルクドーム）、本庄市民体育館、桶川サン・アリーナ、大東文化大学東松山校舎総合体育館、南地区体育館、児玉総合公園体育館（エコーピア）
- レスリング - 新座市、志木市・新座市民総合体育館、志木市民体育館
- ウエイトリフティング - さいたま市・さいたま市記念総合体育館
- ハンドボール - 八潮市、三郷市、吉川市・八潮市立鶴ヶ曽根体育館（エイトアリーナ）、三郷市総合体育館、吉川市総合体育館、八潮市立大原中学校体育館、埼玉県立吉川高等学校体育館
- ソフトテニス - 狭山市・智光山公園テニスコート
- 卓球 - 春日部市・春日部市総合体育館（ウイング・ハット春日部）
- 自転車
  - トラック - さいたま市・大宮公園双輪場
  - ロード - 上尾市、東松山市、鴻巣市、桶川市、北本市、嵐山町、小川町、都幾川村、玉川村、吉見町、東秩父村・国体特設ロード・レースコース
- 軟式野球 - さいたま市、川口市、岩槻市、春日部市、越谷市、朝霞市、庄和町・さいたま市営大宮球場、さいたま市営浦和球場、岩槻市川通公園野球場、川口市青木町公園総合運動場野球場、春日部市牛島野球場、越谷市民球場、朝霞中央公園野球場、庄和球場
- 相撲 - 草加市・草加市スポーツ健康都市記念体育館
- 馬術 - 江南町・特設馬術競技場
- フェンシング - 蓮田市・蓮田市総合市民体育館（パルシー）
- 柔道 - 上尾市・埼玉県立武道館
- ソフトボール - 鶴ヶ島市、毛呂山町、坂戸市、鴻巣市、吹上町、北本市・鶴ヶ島市運動公園メイングラウンド、毛呂山町大類ソフトボールパーク、坂戸市民総合運動公園軟式球場、鴻巣市上谷総合公園野球場、吹上町総合運動場ソフトボール場・軟式野球場、北本総合公園多目的広場
- バドミントン - 久喜市・久喜市総合体育館
- 弓道 - 日高市・日高市文化体育館弓道場（近的）、日高市文化体育館特設遠的弓道場（遠的）
- ライフル射撃 - 長瀞町、さいたま市・埼玉県長瀞総合射撃場、長瀞町中央公民館体育室、埼玉県警察学校射撃場
- 剣道 - 秩父市・秩父市文化体育センター
- ラグビーフットボール - 熊谷市・熊谷スポーツ文化公園ラグビー場、熊谷荒川緑地ラグビー場
- 山岳 - 秩父市、小鹿野町、加須市・武甲山縦走競技会場、観音山縦走競技会場、加須市民体育館国体クライミングウォール
- アーチェリー - 宮代町・はらっパーク宮代
- 空手道 - 上里町・上里町民体育館
- 銃剣道 - 岡部町・岡部町立岡部中学校体育館
- クレー射撃 - 長瀞町・埼玉県長瀞総合射撃場
- なぎなた - 入間市・入間市市民体育館
- セーリング - 北川辺町・渡良瀬貯水池（谷中湖）

公開競技
- 高等学校野球 - さいたま市、上尾市、川越市・大宮公園野球場、上尾市民球場、川越市初雁公園野球場
- スポーツ芸術 - さいたま市、熊谷市、妻沼町、鷲宮町・埼玉会館、熊谷文化創造館、さいたま市立漫画会館 他

## 総合成績

### 天皇杯
- 優勝：埼玉県
- 準優勝：東京都
- 第3位：神奈川県

### 皇后杯
- 優勝：埼玉県
- 準優勝：大阪府
- 第3位：愛知県

## 主な式典音楽
- 炬火曲「One」、納火曲「Now&then」、入退場曲 - 作・編曲：三宅一徳
- TRY（大会イメージソング） - 作詞・作曲：高見沢俊彦、編曲：THE ALFEE、歌：THE ALFEE

## 外部サイト
- 第59回国民体育大会（日本体育協会）
- 公式ホームページ